# 细叶黄堇
细叶黄堇（学名：Corydalis meifolia）为罂粟科紫堇属下的一个种。

## 扩展阅读
- 維基物種上的相關：细叶黄堇